# سیارک ۱۰۱۰۲
سیارک ۱۰۱۰۲ (به انگلیسی: 10102 Digerhuvud، نامگذاری:1992DA6) ده هزار و صد و دومین سیارک کشف شده‌است که در ۲۹ فوریه ۱۹۹۲ کشف شد.
قدر مطلق سیارک برابر ۱۴٫۷۰ است.